# Bradley McGee

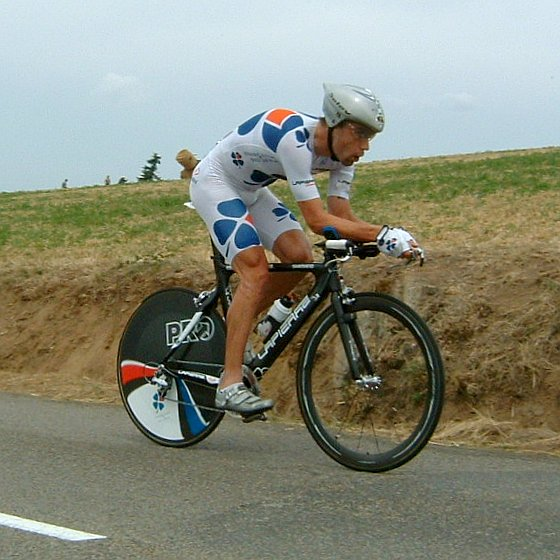
Bradley McGee på etapp 20, en individuell tempoetapp, under 2005 års Tour de France.

Bradley "Brad" McGee, född 24 februari 1976 i Sydney, är en australisk före detta professionell tävlingscyklist. Han började tävlingscykla när han var tio år, och blev professionell 1998 med det franska stallet Française des Jeux, samma stall som han tävlade för fram till och med säsongen 2008 då han valde att tävla för det danska UCI ProTour-stallet Team CSC.
McGee avslutade sin karriär efter säsongen 2008 och blev därefter sportdirektör i det danska stallet Team Saxo Bank, tidigare Team CSC.

## Karriär
McGees cykelkarriär började inom bancyklingen, där han fortsatte tävla under de stora mästerskapen även när han tävlade som landsvägscyklist. 
Han har bland annat varit med och vunnit OS-guld i de Olympiska sommarspelens lagförföljelsedisciplin, där de också slog världsrekord. Han tog även silver i 4 000 m förföljelselopp, individuellt, under samma tävling.
2004 vann McGee prologerna i Romandiet runt och Giro d'Italia. 
Under Olympiska sommarspelen i Sydney 2000 satte McGee nytt australiskt rekord på fyra minuter, och tog också bronsmedaljen i 4 000 m förföljelselopp. 
I Atlantas Olympiska sommarspel 1996 tog McGee två bronsmedaljer i  4 000 m förföljelselopp och i 4 000 m lagförföljelselopp.
McGee har även varit mästare i Samväldesspelen i individuell förföljelse och lagförföljelse. Han har också vunnit etapper på Tour de France och Giro d'Italia och har hittills 17 professionella landsvägssegrar.
Bradley McGee har burit ledartröjan i alla de tre stora etapploppen. Sin största seger som professionell landsvägscyklist tog han när han vann prologen på Tour de France 2003 och han fick därefter bära den gula ledartröjan under tre dagar. Han bar också den rosa ledartröjan under Giro d'Italia 2004 under en dag. Året därpå bar han den guldfärgade ledartröjan på Vuelta a España under fyra dagar, han blev då den första cyklisten från Australien att leda det spanska etapploppet, och därmed också den förste australiske cyklisten att bära ledartröjor i alla de tre stora etapploppen.
Under sitt sista år som professionell cyklist tog McGee tillsammans med Graeme Brown, Mark Jamieson och Luke Roberts brons i världsmästerskapens lagförföljelse i Manchester, Storbritannien. Han vann också lagförföljesedisciplinen tillsammans med Jack Bobridge, Mark Jamieson, Peter Dawson i världscupens tävling i Los Angeles. McGee slutade fyra på prologerna under Paris-Nice och Ster Elektrotoer under säsongen, vilka blev hans bästa resultat på landsväg under säsongen.
McGee bodde under sin karriär i Sydney, Monaco och Nice tillsammans med fru och två barn.

## Stall
- Française des Jeux 1998–2007
- Team CSC 2008